# Гуйдя, Анатолий Илларионович
Анатолий Илларионович Гуйдя (род. 21 января 1977, Ниспорены, Молдавская ССР) — болгарский и молдавский борец вольного стиля, чемпион Европы (2003) и серебряный призёр чемпионата мира (2007) . С 2000 года выступает за Болгарию.

## Личная жизнь
Младший брат: Иван — также борец вольного стиля, выступал за Румынию, призёр чемпионатов Европы.